# Matalalampi
Matalalampi är en sjö i kommunen Kuusamo i landskapet Norra Österbotten i Finland. Arean är 38 hektar och strandlinjen är 2,57 kilometer lång. Sjön  ingår i Koundaälvens huvudavrinningsområde.   Den ligger omkring 230 kilometer nordöst om Uleåborg och omkring 690 kilometer norr om Helsingfors. 